# 海梅·莫森
何塞·海梅·莫桑·弗洛塔（西班牙語：José Jaime Maussan Flota，1953年5月31日—）是一位墨西哥記者、電視名人和不明飛行物學家。他與許多有關外星人遺骸的惡作劇有關。

## 職業生涯
莫桑過去曾在曾在墨西哥国立自治大学及邁阿密大學學習新聞學，他的職業生涯始於1970年，期間曾在多家知名報紙和廣播機構擔任記者，包括《墨西哥太陽報》、XEX-AM以及特莱维萨的24 Horas新聞廣播。
1990年6月，莫森被列入联合国环境规划署（UNEP）年度全球500強榮譽榜。

## 外星人遺骸
莫桑的職業生涯伴隨著部分爭議性事件。他曾參與宣傳一種名為「梅特佩克生物（Metepec Creature）」的標本，但後來證實該標本實際上是一隻被剝皮的猴子，以及2016年聲稱發現的「惡魔仙女」（demon fairy），結果發現它是蝙蝠、木棍、環氧樹脂和其他材料的組合。此外，他在2015年領導了一場名為「見證」的活動，聲稱揭開了一具自稱是外星兒童的木乃伊屍體的面紗，但後來確認為一名人類兒童。
2017年，莫桑出現在蓋亞公司主辦的一段影像中，聲稱在秘魯納斯卡線附近發現了一具木乃伊屍體，據稱是「三指外星人」。
2023年9月12日，莫桑在一次有關不明飛行物的公開聽證會上，向聯邦議會揭開了兩個據稱是「非人類」的木乃伊屍體，並表示這些外星人是在秘魯庫斯科納斯卡附近的矽藻礦中發現的，並擁有超過1000年的歷史。他表示墨西哥國立自治大學（UNAM）的科學家的結論認為「這些屍體不是『我們陸地進化的一部分』，並指出其中的DNA幾乎有三分之一是「來源不明」。然而該主張引起了一些科學界專家的懷疑，包括墨西哥國立自治大學的物理學研究員朱麗葉塔·戈斯曼，他表示該大學從未支持過這些說法，並認為莫桑提出的數據「毫無意義」。
墨西哥國立自治大學進一步重申了他們2017年9月的聲明，指出他們對送交的樣本的來源並未做出任何結論，並未進行其他類型的測試。
9月17日，秘魯政府確認這些「外星木乃伊」是2017年用來自古代秘魯的木乃伊遺骸組裝而成，目的是在黑市上出售。《連線》雜誌報導稱，莫桑提出的「木乃伊」被認為是「由人類和動物骨頭精心製作的騙局」。

## 外部連結
- （西班牙語） Jaime Maussan - Homepage
- （西班牙語） Jaime Maussan - Homepage - Biography
- （英語） Jaime Maussan - The Essence （页面存档备份，存于）
- 海梅·莫森在互联网电影资料库（IMDb）上的資料（英文）